# آنغي فرنانديز
آنغي فرنانديز (بالإسبانية: Angy Fernández)‏ هي مغنية وممثلة إسبانية، ولدت يوم 5 سبتمبر 1990 في ميورقة في إسبانيا.

## روابط خارجية
- آنغي فرنانديز على موقع IMDb (الإنجليزية)
- آنغي فرنانديز على موقع ألو سيني (الفرنسية)
- آنغي فرنانديز على موقع ميوزك برينز (الإنجليزية)
- آنغي فرنانديز على موقع قاعدة بيانات الفيلم (الإنجليزية)
- آنغي فرنانديز على موقع كينوبويسك (الروسية)